# Филимонов, Пётр Ивлевич
Пётр Ивлевич Филимонов (22 августа 1922 — 19 апреля 1945) — советский военнослужащий, участник Великой Отечественной войны, Герой Советского Союза, командир взвода 41-й гвардейской Краснознамённой танковой бригады 7-го механизированного корпуса 2-го Украинского фронта, гвардии младший лейтенант.

## Биография
Родился 22 августа 1922 года в селе Щелбицы (ныне Починковского района Смоленской области) в семье крестьянина. Русский. Член ВКП(б) с 1945 года. Окончил семилетнюю школу, работал в колхозе и занимался в смоленском аэроклубе.
В 1940 году был призван в Красную Армию и направлен в авиационное училище. На фронте в Великую Отечественную войну с июня 1941 года. В 1942 году был тяжело ранен и летать больше не мог. После выздоровления Филимонов был направлен в танковые войска. В 1943 году окончил Саратовское танковое училище.
С января 1944 года вновь на фронте. Участвовал в боях на территории Румынии, Венгрии, освобождал Чехословакию. Особо отличился в рейде на чехословацкий город Брно в апреле 1945 года.
15 апреля 1945 года взвод гвардии младшего лейтенанта Филимонова первым ворвался в населённый пункт Чейч. В бою на улицах населённого пункта экипаж Филимонова ворвался на позиции противотанковой батареи и раздавил гусеницами 4 орудия вместе с расчётами. Метким огнём танкисты уничтожил два бронетранспортёра и около 50 гитлеровцев.
Совершив обходной манёвр, танкисты вышли к населённому пункту Марковицы, где разгромили штаб артиллерийского дивизиона противника, пленив его вместе с командиром. В этом бою экипаж Филимонова уничтожил 8 бронетранспортёров, раздавил 12 орудий и истребил 17 гитлеровцев.
19 апреля в бою за населённый пункт Попувки Филимонов со своим взводом снова зашёл в тыл к фашистам и первым ворвался в населённый пункт. Танкисты подбили три вражеских танка, стоявших в засаде, раздавили артиллерийскую батарею. Но и танк командира был подбит. Экипаж продолжал вести огонь из объятой пламенем машины и уничтожил ещё 2 танка, штурмовое орудие, до взвода гитлеровцев. В последние минуты боя в машине от пламени взорвались боеприпасы, и танкист погиб.
Указом Президиума Верховного Совета СССР от 15 мая 1946 года за образцовое выполнение боевых заданий командования на фронте борьбы с немецко-фашистским захватчиками и проявленные при этом мужество и героизм гвардии младшему лейтенанту Филимонову Пётру Ивлевичу посмертно присвоено звание Героя Советского Союза.
Был похоронен в населённом пункте Босоноги. Позднее перезахоронен на Центральном кладбище города Брно, Южно-Моравский край, Чехия. В списках ошибочно указан как «Филомонов Пётр Яковлевич».
Награждён орденами Ленина, Отечественной войны 1-й степени, Красной Звезды.